# 리코더

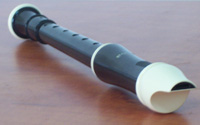
알토 리코더의 모습.

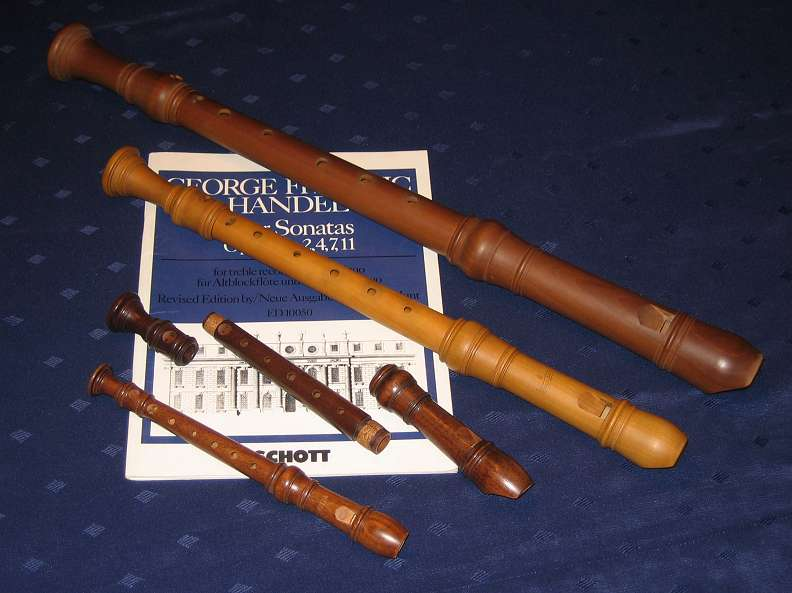
다양한 리코더들의 모습.

리코더(영어: recorder, 독일어: Blockflöte)는 넓은 뜻의 플루트족(族)에 속하는 세로로 부는 것으로서, 리드가 없는 관악기이자 내부 덕트 플루트(internal duct flutes)라고 불리는 그룹의 목관악기이다.
리코더는 처음엔 3, 4개의 구멍으로 연주하였으나 후세에 들면서 구멍 수가 늘어 오늘날에 이르게 되었다. 고대에는 매우 적은 구멍으로 연주하였고 중세 때에는 단조로운 반주에 많이 쓰였다. 그러다가 르네상스 시대 때 오늘날 리코더 구멍의 수와 같은 8개가 되었고, 바로크 시대 때 최전성기를 맞는다. 그 이후에 플루트가 리코더의 자리를 빼앗기도 했지만, 오늘날에도 자주 쓰이는 악기이다.
가로로 부는 플루트하고는 마우스피스의 구조가 달라 바람을 불어넣은 취구(吹口)에서 약간 떨어져 있는 구멍 부분이 엄밀한 의미로 마우스피스에 해당한다. 휘슬와 같은 원리로써 다만 불기만 하면 쉽게 소리가 난다. 하지만 아주 좋은 소리를 내려면 많은 연습이 필요하다. 리코더는 이 마우스피스와 선단(先端)을 향하여 점차로 가늘어지는 원추형의 관으로 되어 관에는 표면에 7개, 이면에 옥타브 높은 음을 내기 위하여 엄지손가락으로 조작하는 1개의 지공(指孔)이 있다. 보통 테너리코더나 그보다 큰 리코더는 선단의 구멍까지 손가락이 닿지 않으므로 키(key)가 비치되어 있다. 같은 이유로 대형의 것은 마우스피스와 관은 굽어 접합한다. 이전의 리코더의 종류는 아주 많아 중요한 관만도 그 종류는 열손가락을 넘으나 오늘날에는 보통 가장 높은 음높이를 갖는 소프라니노에서 가장 낮은 음높이를 가지는 그레이트베이스까지 6종을 자주 쓴다. 재질은 대체로 목제이나 플라스틱제도 보급되고 있다. 목재 리코더는 플라스틱 리코더보다 소리가 더 잘 울리며 또한 값도 더 비싸다. 많은 사람들이 그저 교육용 악기로 인지하여 리코더는 아이들을 위한 쉬운 악기라고 생각하고 있다. 하지만 다른 목관 악기와 달리 키가 없어 테크닉이 상당히 까다로워 리코더를 전공하는 데 있어서 상당히 많은 연습과 노력이 필요하다.

## 역사

### 고대부터 중세까지
리코더와 유사한 형태를 가진 악기는 오래전부터 있었다. 예를 들면, 현재 영국의 리즈 박물관에 전시된 양의 뼈로 만든 관악기는 리코더와 유사한 악기가 이미 철기시대 때부터 쓰여왔음을 알려준다. 그러나 리코더와 그와 유사한 악기는 다르게 분류되는데, 리코더를 다른 원시 관악기와 구분하는 기준은 여덟 개의 구멍의 존재 여부이다. 일곱 개는 앞면에 있고, 엄지손가락으로 막는 나머지 하나는 리코더 뒷면에 있다. 또한 입구멍은 가장 넓은 형태를 띤다. 이러한 모양을 한 악기들은 14세기부터 크게 발전한다. 그러나 중세 벽화에 그려진 다양한 휘슬 그림 때문에 그 이전의 리코더에 대한 기원은 논란이 있다. 오늘날 아일랜드 전통 음악에 쓰이는 휘슬은 구멍이 총 6개이다. 가로로 부는 플루트도 처음에는 6개의 구멍에서 시작했다.
중세 무렵에 사용되었던 리코더는 1940년, 네덜란드의 도르드레흐트에 있는 한 성의 외호에서 발견되었으며, 14세기 무렵의 것으로 밝혀졌다. 별로 손상되지 않은 리코더였지만, 연주는 불가능했다. 이 외에도 독일 남부에서 이 무렵의 리코더가 발견되었으며, 역시 손상되지 않았다. 또한, 독일의 에슬링겐암네카어과 에스토니아의 타르투에도 14세기에 만들어진 리코더가 발견되었다. 그리고 그리스 로도스섬과 폴란드 엘블롱크에서는 14세기에서 15세기 사이에 만든 것으로 추정하는 리코더가 발견되었다.
초기의 리코더는 오른쪽 손이나 왼쪽 손만으로 연주하도록 만들어졌다. 구멍은 모두 일직선으로 있었지만, 맨 끝쪽에 있는 구멍은 짧은 새끼손가락을 고려하여 약간 한쪽으로 기울게 만들었다. 그리고 이 마지막 구멍은 구멍이 두 개 뚫어져 있었다. 나중에 프랑스어로 flute à neuf trous라고 불리는 이 형태는 이후에 반음을 연주하려고 만든 것과는 다르며, 오른손으로 연주하는 형식이 자리 잡고, 두 번째 구멍은 사라졌다.

### 르네상스 시대
16세기와 17세기무렵, 리코더는 엄청난 인기를 끌었다. 이런 변화는 예술 음악이 더 이상 성직자들이나 귀족들만으로 한정되지 않고, 널리 퍼졌던 현상에 직접 영향을 받은 것이다. 게다가 인쇄기까지 만들어져 리코더는 민중에게도 큰 인기를 끌었다. 한편, 왕궁에서도 리코더가 크게 유행하였다. 그 예로 1547년, 영국의 헨리 8세가 죽고 자산을 확인하였더니 리코더가 76개 있었다고 한다. 심지어 리코더는 셰익스피어와 존 밀튼 등 유명 작가의 작품에서도 나타났다.
르네상스 시대에서 리코더는 주로 춤곡으로 성악과 함께 쓰였다. 그 때에는 가사가 없는 오선보로 만든 성악 작업도 있었는데, 이는 리코더를 포함한 악기를 연주하려고 만든 것으로 보인다. 또한, 성악 중에서는 샹송처럼 악기와 함께 연주할 수 있는 것도도 있었지만 작곡가들은 점점 악기를 배제한 음악을 추구하였고, 성악과 리코더를 조합하여 연주했던 이들도 없진 않았지만 악기와 함께 연주하는 형태는 주로 춤곡에서나 나타나게 되었다. 이러한 시기에 앙상블과 같은 계통의 악기로만 연주하는 합주단(consorts)이 유행하기 시작했다. 이런 영향으로 리코더를 포함한 악기들은 그 크기가 다양해지고 음역도 넓어졌다.
르네상스의 리코더는 보다 큰 원통 구멍을 뚫어서 사용했다. 게다가 바로크시대보다도 더 크고 낮은 음역을 자랑했다. 또한, 큰 구멍 때문에 더 많은 공기를 필요하긴 했지만, 공명하는 데에는 오히려 더 유리했다.

### 바로크 시대
17-18세기 초 전후 바로크 시대에는 르네상스 시대의 리코더와는 다른 구조를 지닌 리코더가 나타나기 시작했다. 이런 변화는 기존의 리코더보다 더욱 감미로운 소리를 낼 수 있게 하였으나, 한편으로는 저음의 음역이 제한되었다. 18세기에는 '플루트'(flauto)가 리코더를 나타내는 낱말이었다. 그 당시에는 플루트는 'Traverso'(바로크 플루트)라고 불리었다. 이 때문에 같은 이름이 여러 악기로 해석되는 사례도 있었다.
바로크 말기에는 비발디와 J. S. 바흐, 텔레만을 비롯한 많은 작곡가들이 리코더를 자신의 곡에 썼다. 특히 바흐는 자신의 많은 칸타타, 예를 들면 BWV 202번 사냥칸타타에서 오늘날의 알토 리코더에 해당하는 악기를 사용했다. 또한 브란덴브르크 협주곡 2번과 4번의 전체 악장들에 1대 또는 2대의 알토 리코더를 위한 파트를 넣었다. 헨델은 알토 리코더를 위한 곡들을 썼고 텔레만도 리코더를 위한 곡들을 많이 작곡하였다. 즉, 바로크 시대는 리코더의 황금기라고 볼 수 있다.

### 리코더의 쇠퇴
18세기 이후, 리코더는 급격한 쇠퇴기를 맞는다. 크리스토프 빌리발트 글루크가 오페라 오르페오와 에우리디체에 사용한 뒤 크게 쓰이지 않았다. 바로크 시대 이전까지는 플루트보다 더 널리 쓰였지만, 그 이후에는 플루트와 클라리넷에 자리를 내 주어야 했다. 특히 고전주의(1750-1800) 시대부터는 바로크 (1600-1750) 시대와 달리 소리의 크고 작음이 분명한 음악이 유행하기 시작했으므로 플루트나 다른 목관악기와 달리 음량과 음역의 범위에 제한이 많은 리코더를 작곡가들이 예전보다 아주 쓰지 않게 되었다.

### 현대
20세기를 전후한 때에, 르네상스의 음악을 활성화시키려는 움직임이 일어났다. 이 운동의 영향으로 리코더가 다시 연주되기 시작했다. 그러나 초기에는 이 운동으로 제한되어서 연주되어서 널리 연주되지는 않았으며, 그저 옛 악기의 하나로만 여겼으며, 심지어 이고리 스트라빈스키는 리코더를 단지 비슷하게 생겼다는 이유만으로 일종의 클라리넷으로 여겼다.
리코더가 현대에 널리 알려진 것은 영국에서 활동한 프랑스인 아르놀드 돌메취와 독일의 학자들과 연주가들의 노력이 컸다. 그에 앞서 유럽에서는 브뤼셀 음악 학교(Brussels Conservatoire)와 Bogenhauser Künstlerkapelle(보겐하우젠 아티스트 밴드)의 선구적인 활동이 눈에 띄었다. 1890년에서 1939년까지 Bogenhauser Künstlerkapelle는 고전 음악과 낭만시대 음악 등 다양한 시대의 음악을 연주했다. 20세기에 리코더를 부흥시킨 거장들에는 린데, 플루티스트 구스타프 쉐크 등이 있다. 이 악기를 기용한 현대음악 작품으로는 파울 힌데미트의 〈리코더 3중주(Trio für Blockflöten)〉(1932),  말콤 아놀드의 〈리코더 협주곡 작품 번호 133〉(1988),  윤이상의 〈중국의 그림〉(1993)  등이 있다.

## 음역
리코더는 그 역사가 오래된 만큼 종류도 다양하다. 크게 슈퍼 콘트라베이스 리코더, 콘트라베이스 리코더, 그레이트 베이스 리코더, 베이스 리코더, 테너 리코더, 알토 리코더, 소프라노 리코더, 소프라니노 리코더, 클라이네 소프라니노 리코더(케니 소프라니노 리코더 연주에선 쓰이지 않는다. 참고로 크기는 10cm)로 나뉜다. 이러한 리코더는 각 종류마다 음역이 다르고 특색있는 음을 내기 때문에, 잘 조합하면 아름다운 합주를 만들 수 있다. 독주로 잘 쓰이는 리코더는 알토 리코더와 소프라노 리코더이다. C 음으로 시작하는 리코더들(소프라노, 테너, 그레이트 베이스)로는 보통 3번째 옥타브의 G 음까지 낼 수 있다. 반면 F 음으로 시작하는 리코더들 (소프라니노, 알토, 베이스) 세 번째 옥타브의 높은 C 음까지 불 수 있다. 그리고, 클라이네 소프라니노 리코더는 특별히 C로 시작하지만 2번째 옥타브의 A까지밖에 소리를 내지 못한다. 오버 블로잉이나 아랫 관의 구멍을 임시로 막음 으로써 더 고 음역대의 소리를 낼 수 있다. 서서 연주하는 경우 임의로 허벅지를 들어 막는 것이라 빠른 패시지 에서는 더 높은 음역대의 활용을 기대 하긴 힘들다.

## 리코더의 종류
리코더의 종류는 셀 수 없이 많으나 그중에서 가장 많이 쓰이는 것은 소프라니노 (약 23cm), 소프라노 (약 30cm), 알토 (약 42cm), 테너, 베이스, 그리고 그레이트 베이스 (약 150cm)이다. 소프라니노 리코더는 매우 높은 음역(피아노의 두 번째 트레블 옥타브의 F음에서 5번째 옥타브의 낮은 C음)을 가졌기 때문의 보통 오케스트라와 잘 조합이 되지 않는다. 이러하여 소프라니노는 보통 리코더 오케스트라에서나 독주용으로 쓰인다. 소프라노 리코더는 학교에서 교육용으로 가장 많이 쓰이는 리코더이며 보통 오케스트라의 높은 음 파트를 맡고, 협주용과 독주용으로 쓰인다. 알토 리코더는 음높이가 아주 높거나 아주 낮지도 않고 많은 바로크 리코더곡들을 원키로 연주할 수 있기 때문에 전문 리코더리스트들 사이에서는 가장 많이 쓰이는 종류다. 이 리코더도 협주용과 독주용으로 쓰인다. 테너 리코더는 소프라노 리코더에서 불 수 있는 모든 곡들을 불 수 있지만, 단지 1 옥타브 아래에서 연주한다. 이 역시 협주용과 독주용으로 쓰인다. 베이스 리코더나 그레이트 베이스는 보통 바로크 합주단에서는 거의 안 쓰이며 대신 리코더 오케스트라에서 저음부로 쓰인다. 가끔 독주용으로 쓰지만 대부분은 합주곡의 저음부용이다.

## 바로크식(영국식), 저먼식(독일식) 리코더
리코더는 또 영국식 리코더(바로크식 리코더)와 독일식 리코더(저먼식 리코더)로 나눌 수 있다. 영국식 리코더는 독일식 이전부터 쓰여오던 리코더의 '파' 음정 운지가 어렵지만 정확한 음을 낼 수 있다. 독일식은 영국식 리코더를 보급하려 '파'음계를 쉽게 내도록 개조한 것으로, 처음 배우기는 쉽지만 몇몇 음에서 바로크식 리코더에 비해 정확성이 떨어진다. 특히 '올림 파' 음정을 내기가 힘들다.
영국식 리코더는 아래에서 네 번째 구멍(F음)이 작고, 독일식 리코더는 아래에서 세 번째 구멍(E음)이 작은 것이 특징이다. 보통 플라스틱 리코더를 구별할 때 영국식 리코더는 뒷면에 알파벳 'B'가, 독일식 리코더는 뒷면에 알파벳 'G'가 있기 때문에 쉽게 구별할 수 있다.

## 한국에서의 리코더
대한민국 음악 교과서의 서양악 연주는 주로 리코더를 권장하고 있다. 대개는 초등학교 3~4학년부터 소프라노 리코더를 배우고, 중학생 때 알토 리코더를 배운다. 학생들 중에서는 방과 후 활동이나 부 활동 등으로 테너나 베이스 리코더를 연주하기도 한다. 대한민국은 보급을 고려하여 소프라노 리코더는 주로 독일식을 활용한다. 하지만 전문적으로 다루는 경우에는 주로 영국식 리코더를 사용한다. 1993년, 한국예술종합학교 서초 캠퍼스 개원 후, 음악원 기악과에 리코더과가 개설이 되었다. 현재 국내의 국립 대학 중, 유일하게 리코더 전공을 할 수 있는 대학교는 4년제 국립 특수 대학인 한국예술종합학교 뿐이다.

## 같이 보기
- 목관악기
- 텅잉
- 바흐
- 플루트